# Gianlorenzo Schettino Livraria Editora
Gianlorenzo Schettino Livraria Editora foi uma editora e livraria brasileira localizada no Rio de Janeiro, no início do século XX, e que atualmente está extinta.

## Histórico
A Gianlorenzo Schettino Livraria Editora esteve em atividade entre 1922 e 1931, no Rio de Janeiro, na Rua Sachet, posterioremente Travessa do Ouvidor, nº 18.
O livreiro e editor Francisco Schettino era amigo de Lima Barreto, e a livraria foi responsável, entre outras obras, pela publicação da única coletânea de contos publicados em vida pelo autor, “Histórias e Sonhos”, em 1920. 

## Lista parcial de obras
- Histórias e Sonhos, Lima Barreto, 1920
- Da Minha Torre (comentário políticos), Ramiro Gonçalves, 1922
- Fetiches e fantoches, Agripino Grieco, 1922
- História de João Crispim, Enéias Ferraz